# Lochan na h- Achlaise
Lochan na h- Achlaise är en sjö i Storbritannien.   Den ligger i kommunen Highland och riksdelen Skottland, i den nordvästra delen av landet, 600 km nordväst om huvudstaden London. Lochan na h- Achlaise ligger 294 meter över havet. Arean är 0,53 kvadratkilometer. Den ligger vid sjön Loch Ba. Omgivningarna runt Lochan na h- Achlaise är i huvudsak ett öppet busklandskap. Den sträcker sig 1,1 kilometer i nord-sydlig riktning, och 1,0 kilometer i öst-västlig riktning.